# 국물국수

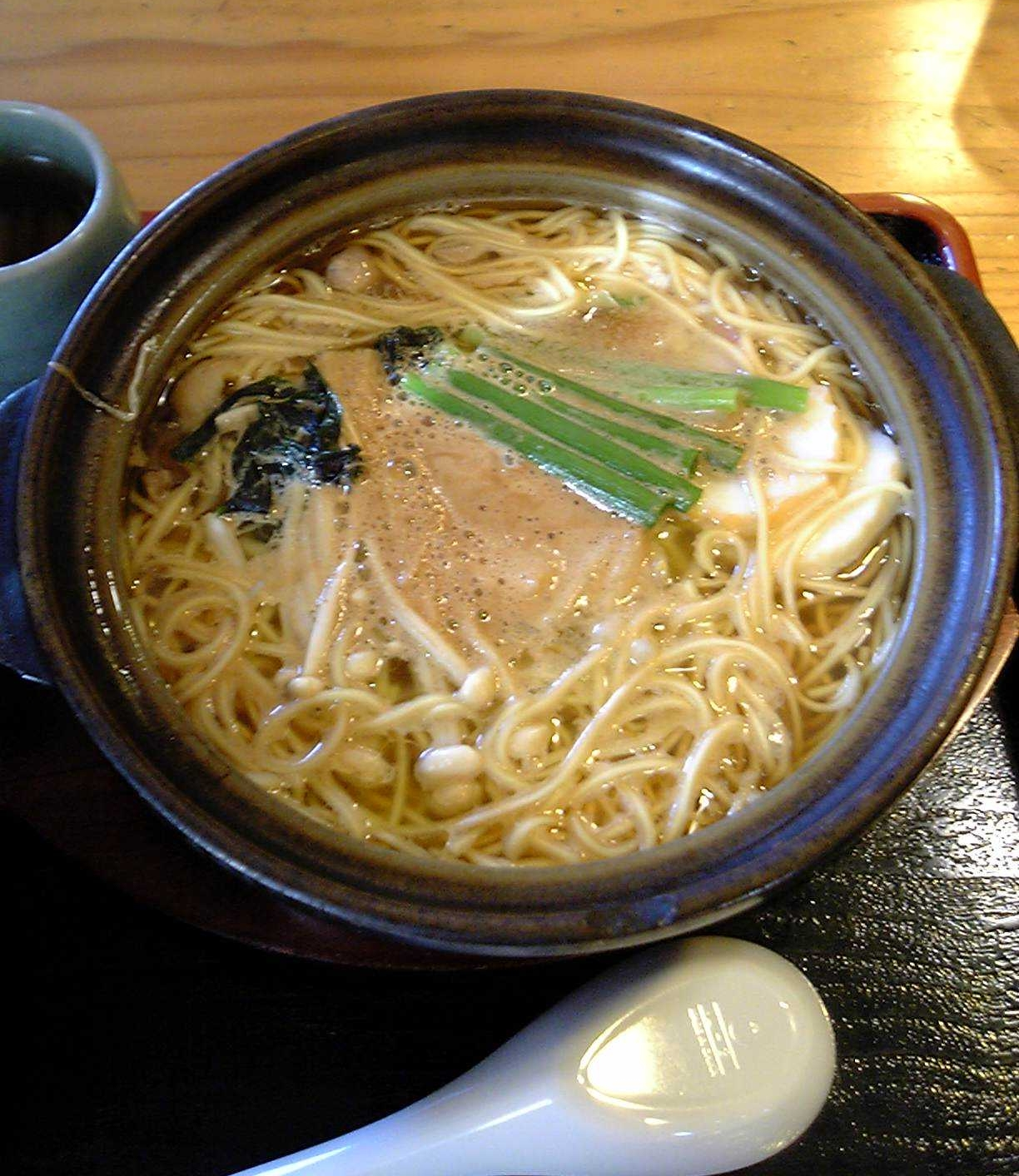
나베야쿠 라멘

국물국수 또는 탕면(湯麵)은 국물에 말아 먹는 국수 요리이다.

## 나라별 국물국수

### 말레이시아

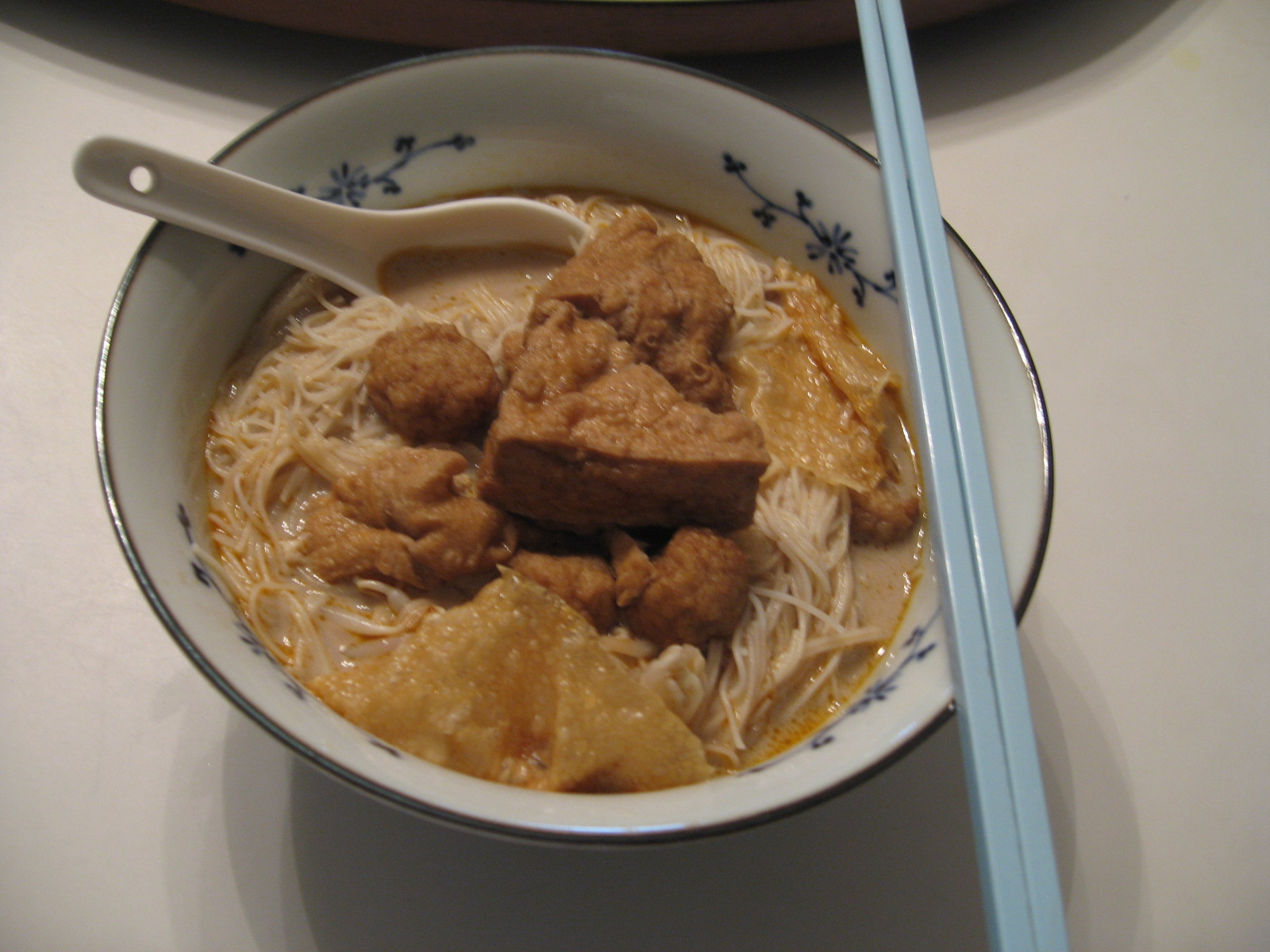
락사

### 필리핀
대부분은 국물있는 판싯이다.

### 미합중국

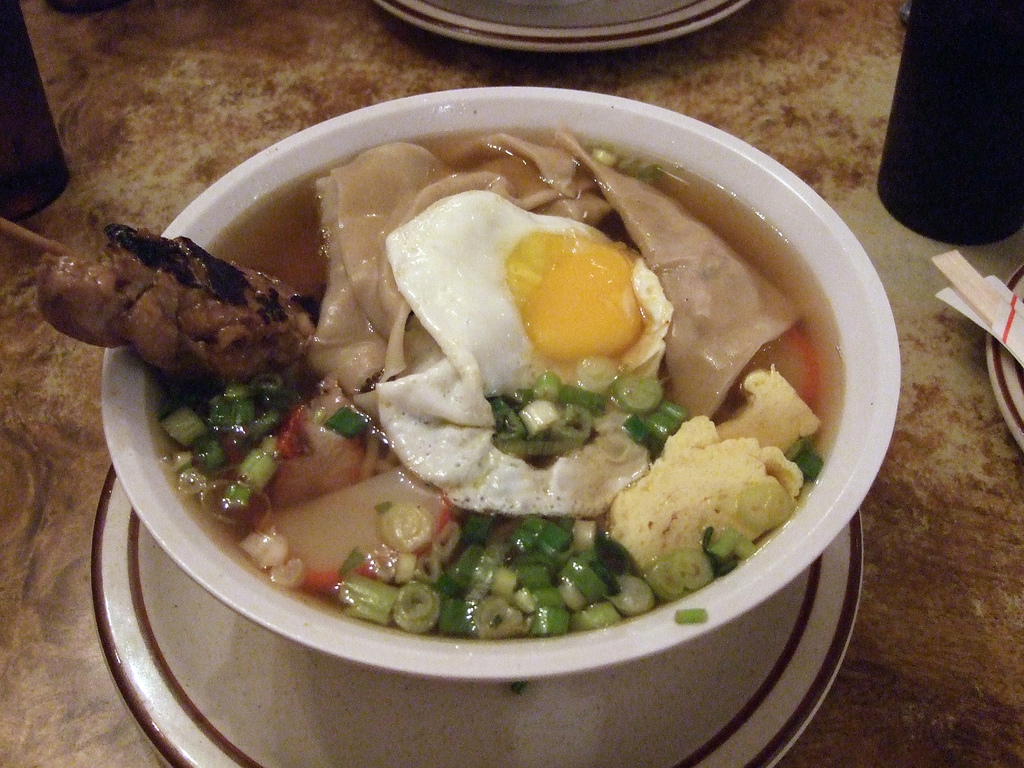
사이민

### 미얀마

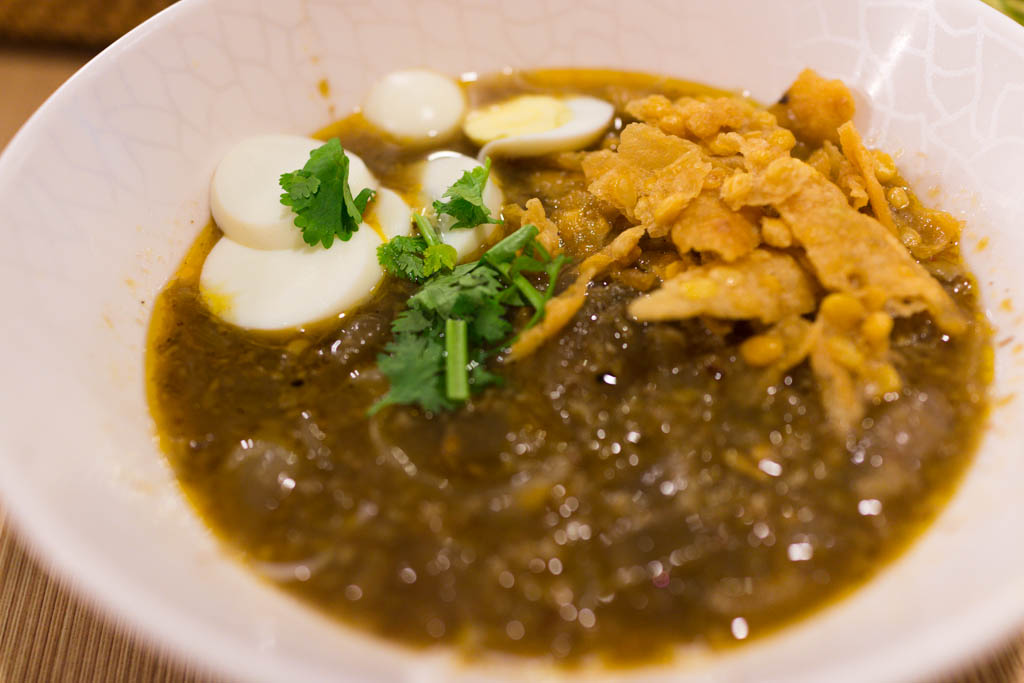
몬 힝가

### 베트남

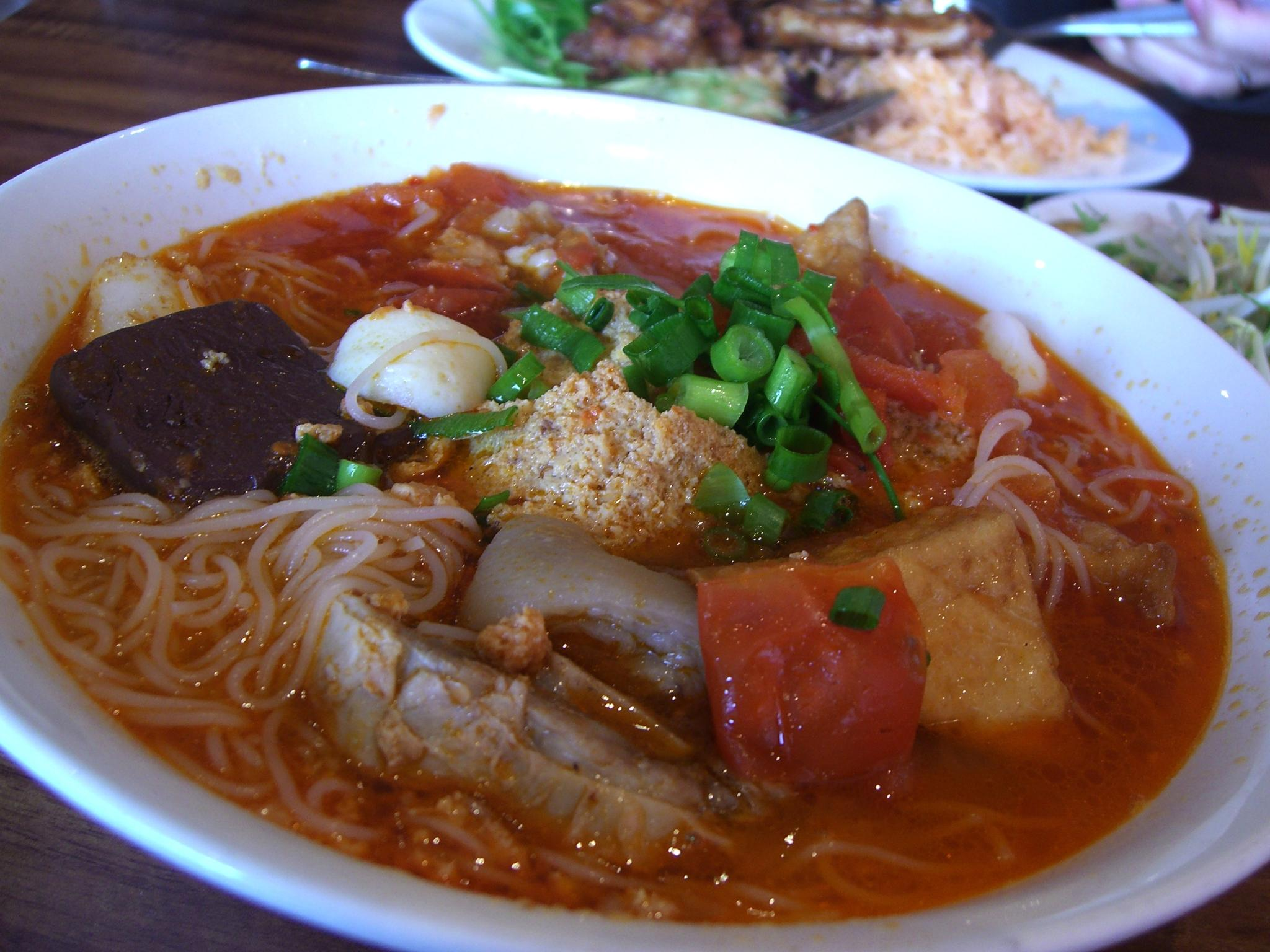
분 리에우
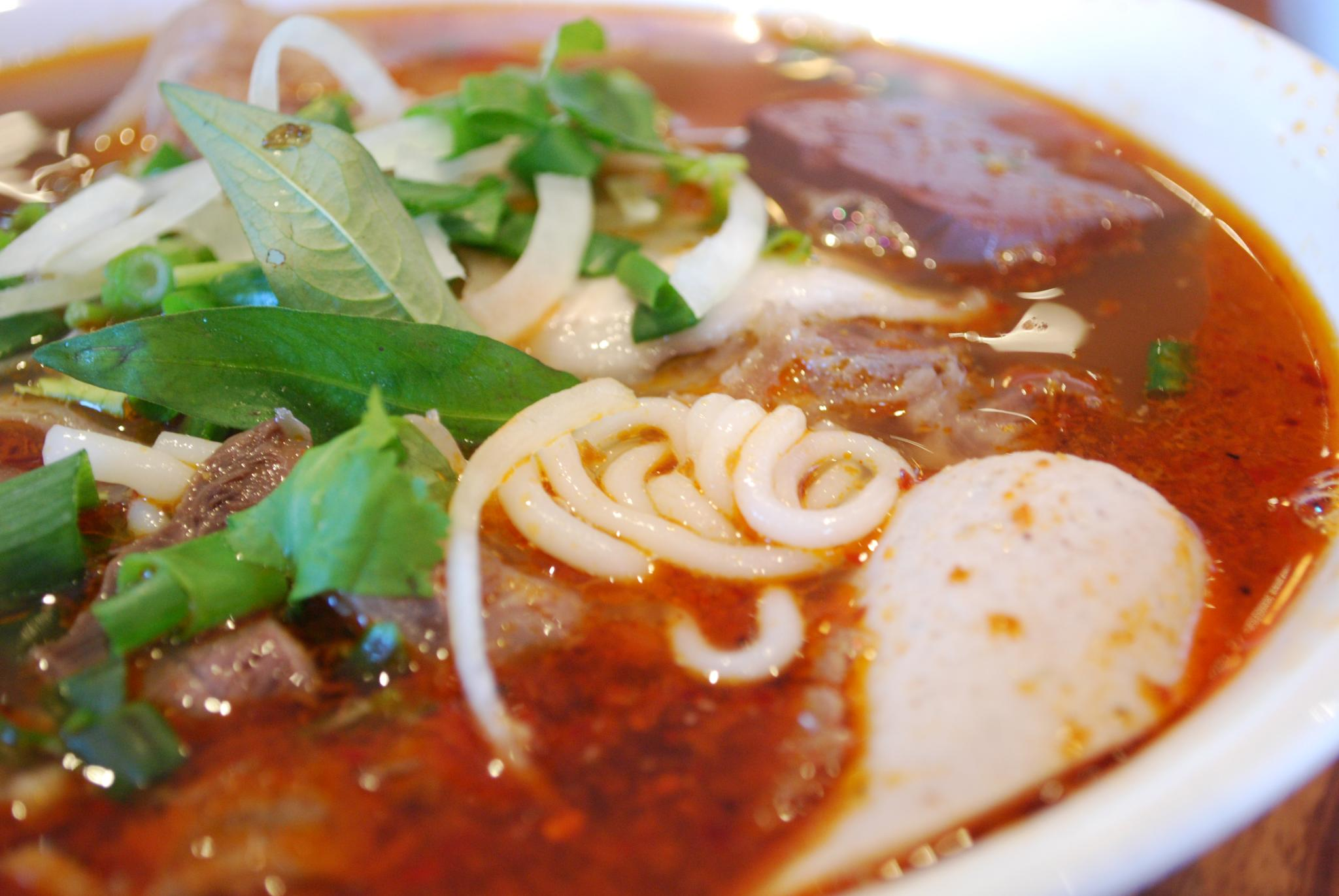
분 보 후에
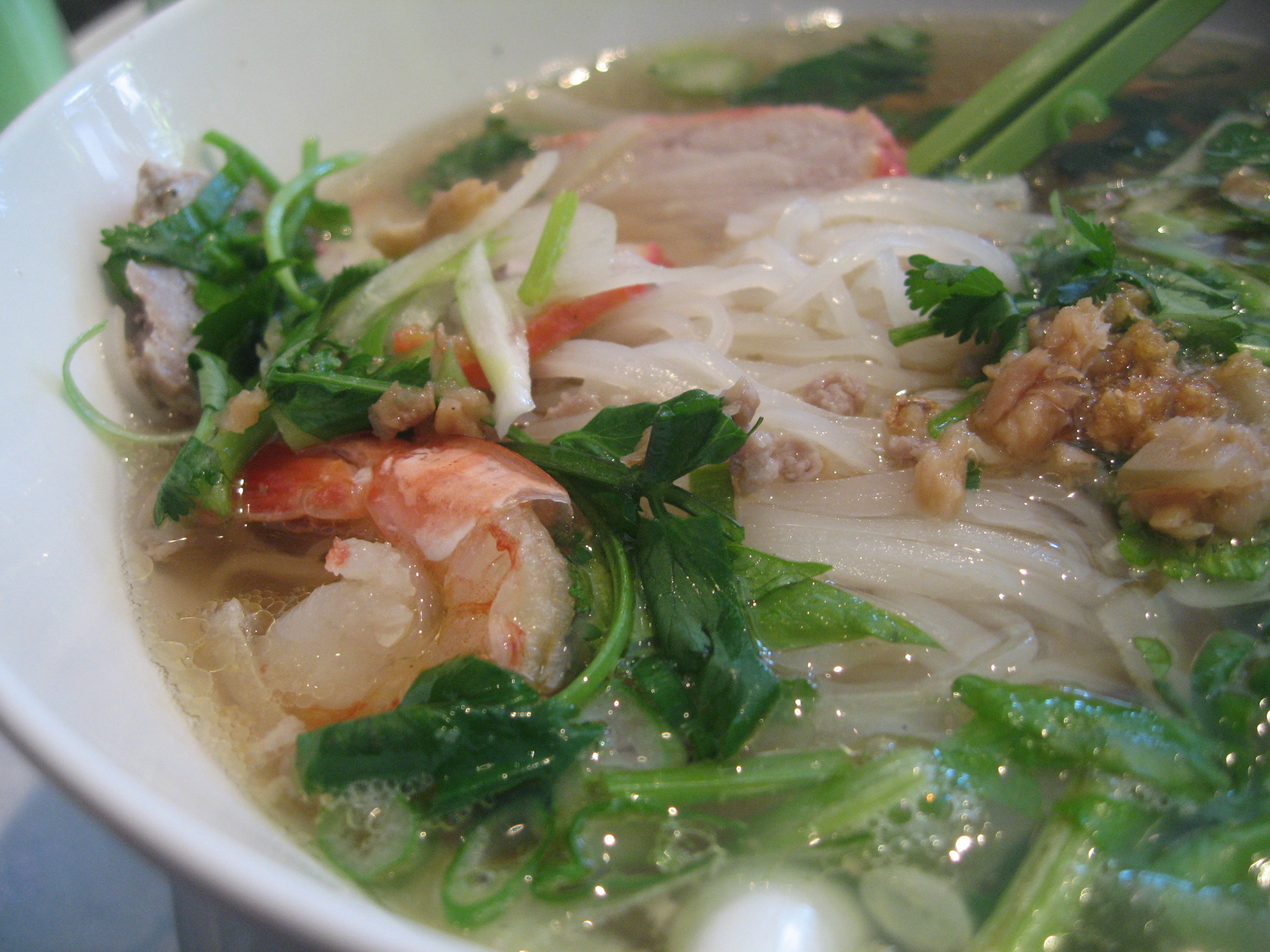
후띠에우
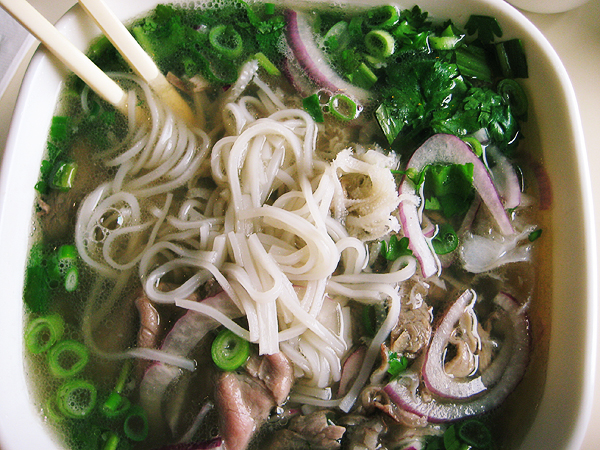
퍼
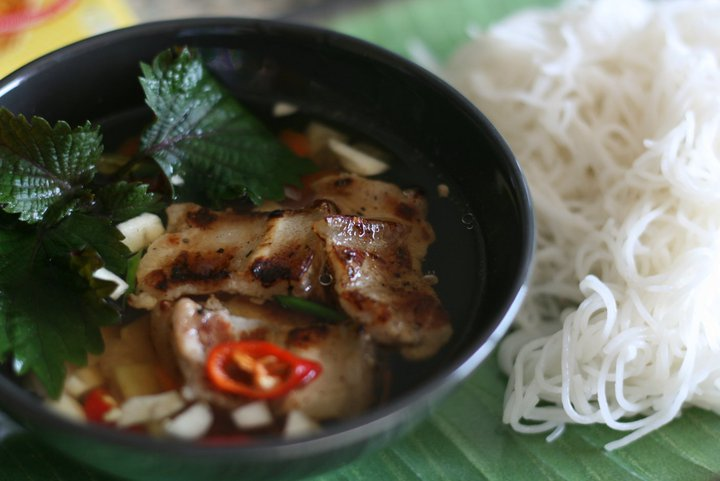
분 짜

### 싱가포르

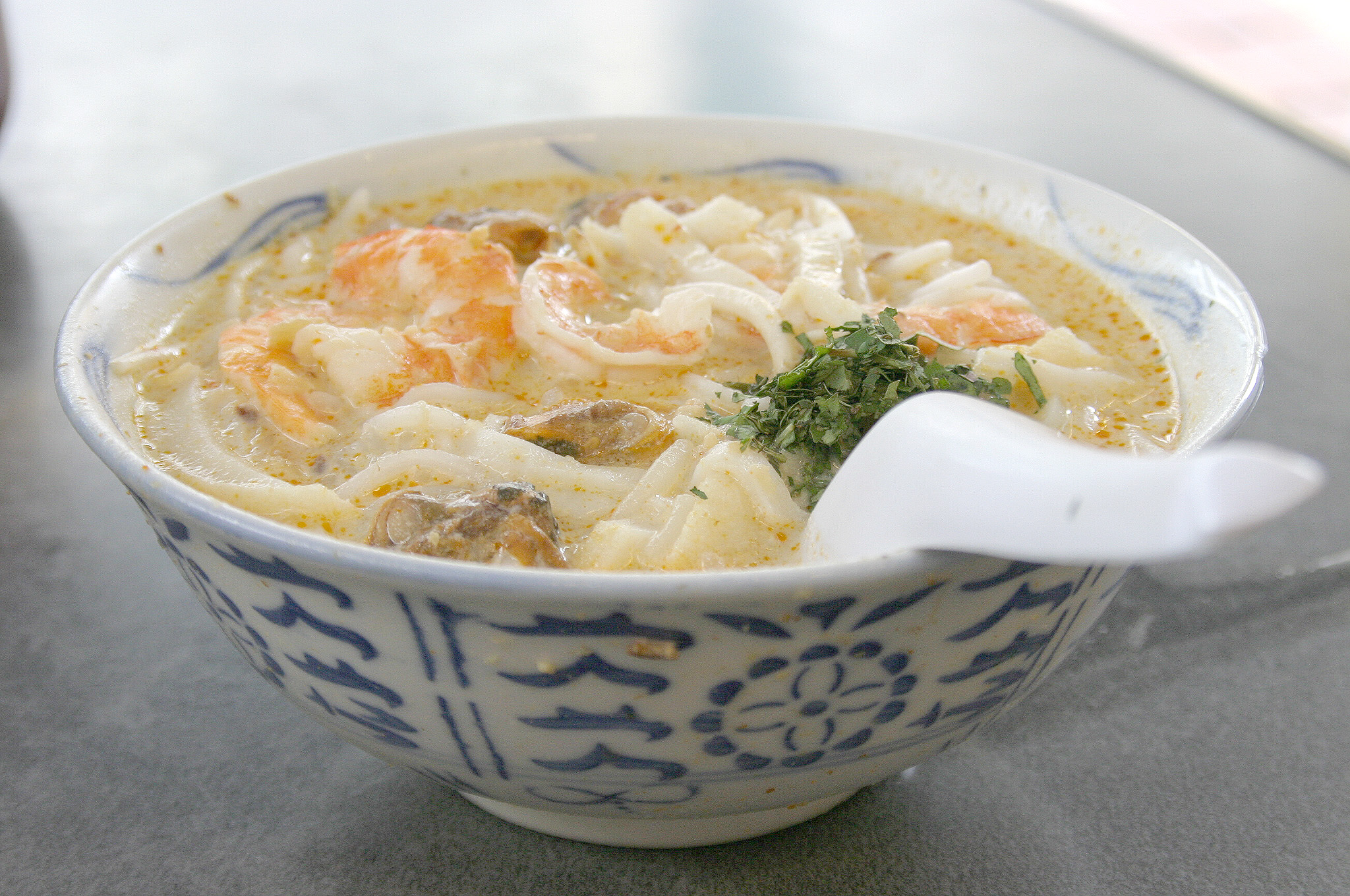
락사

### 인도네시아

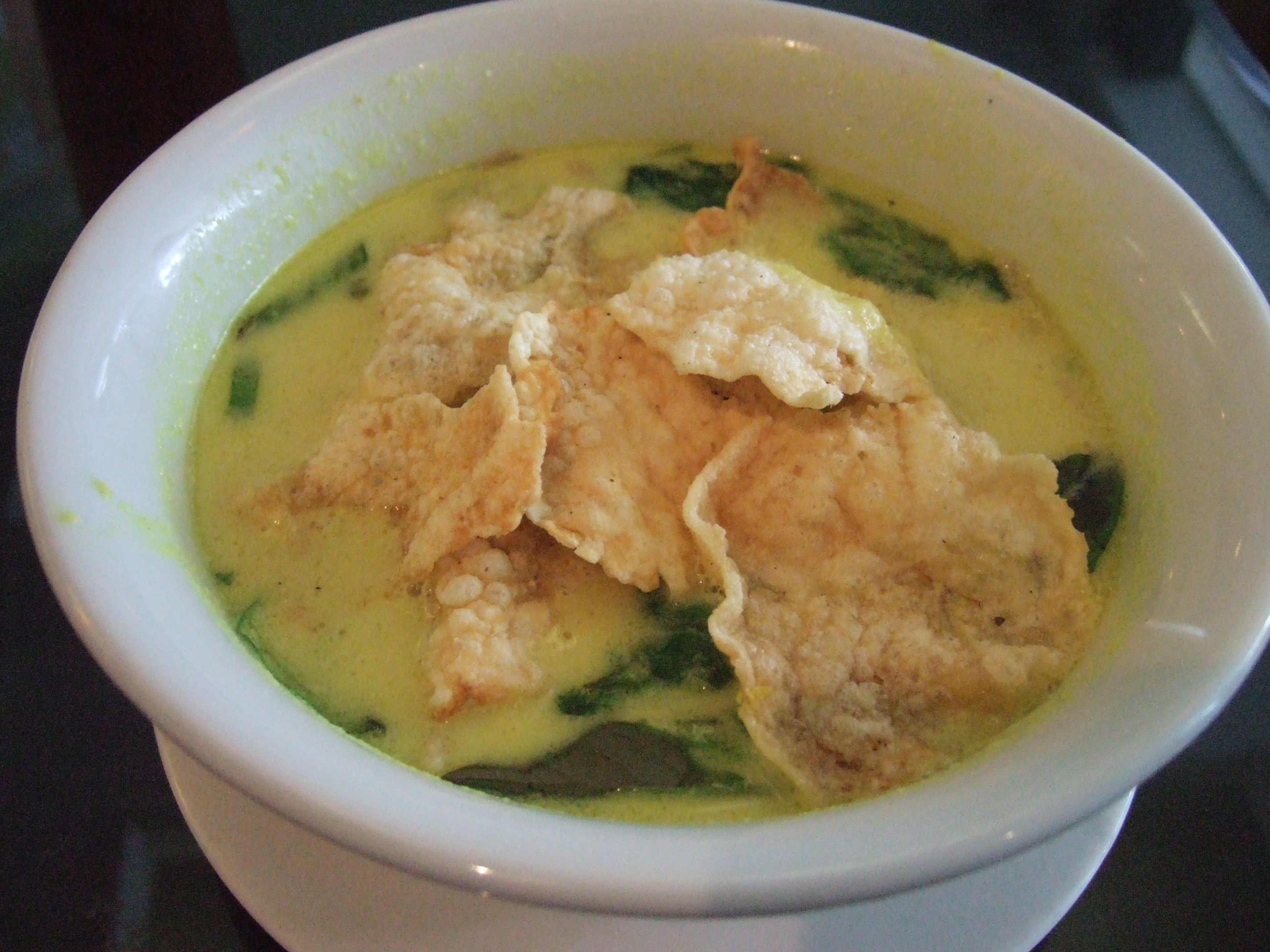
락사

### 일본

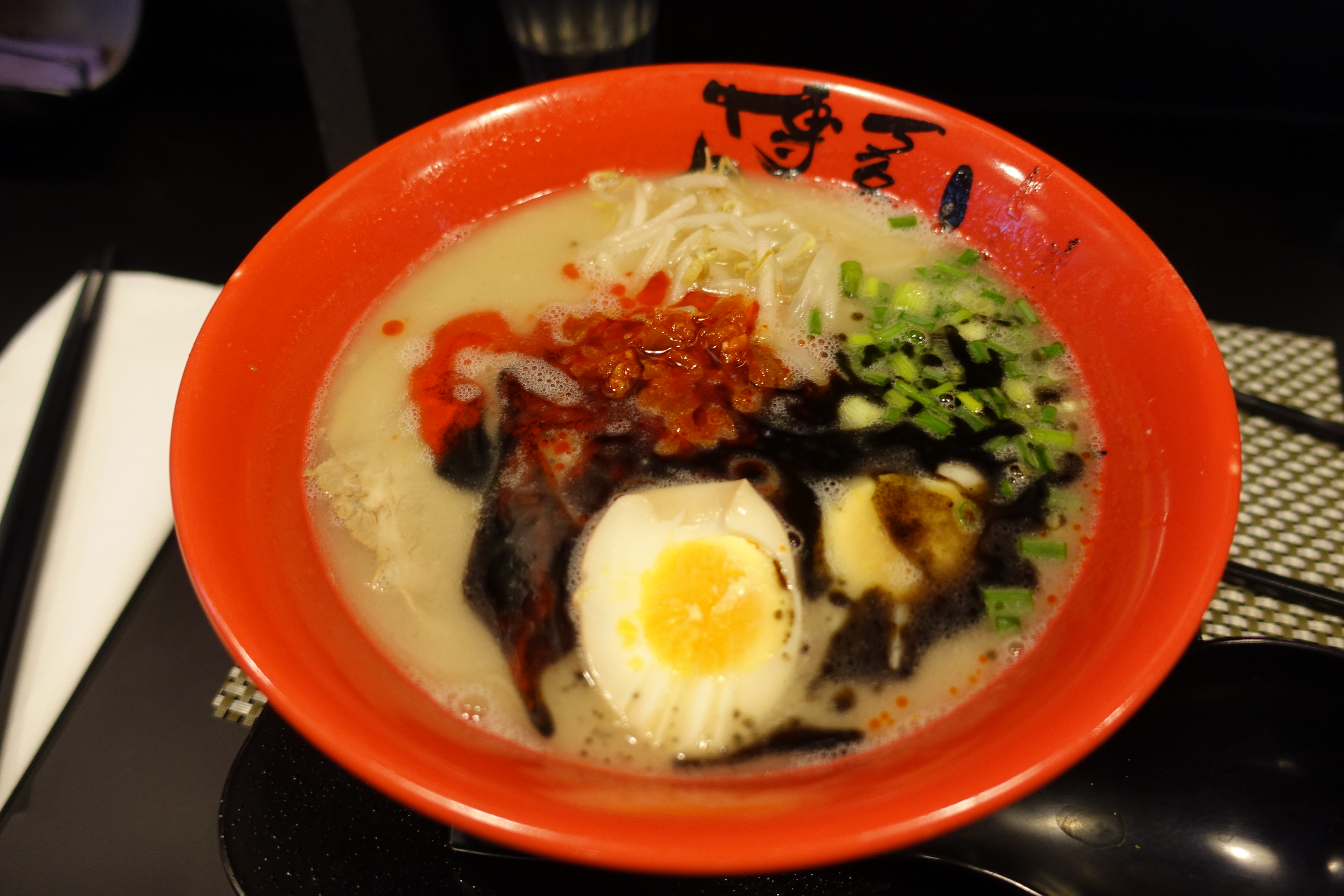
라멘
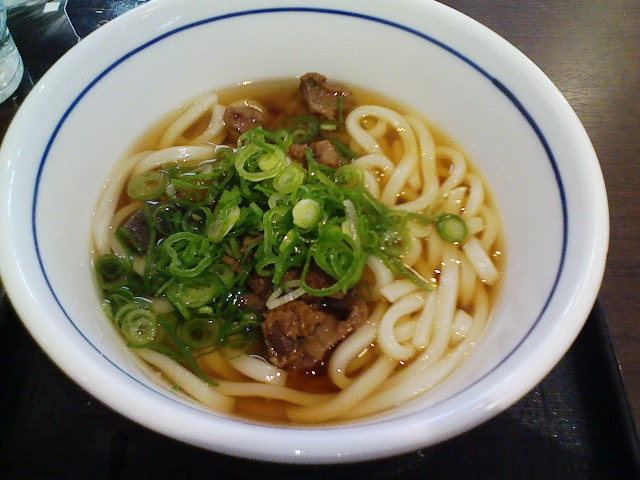
우동
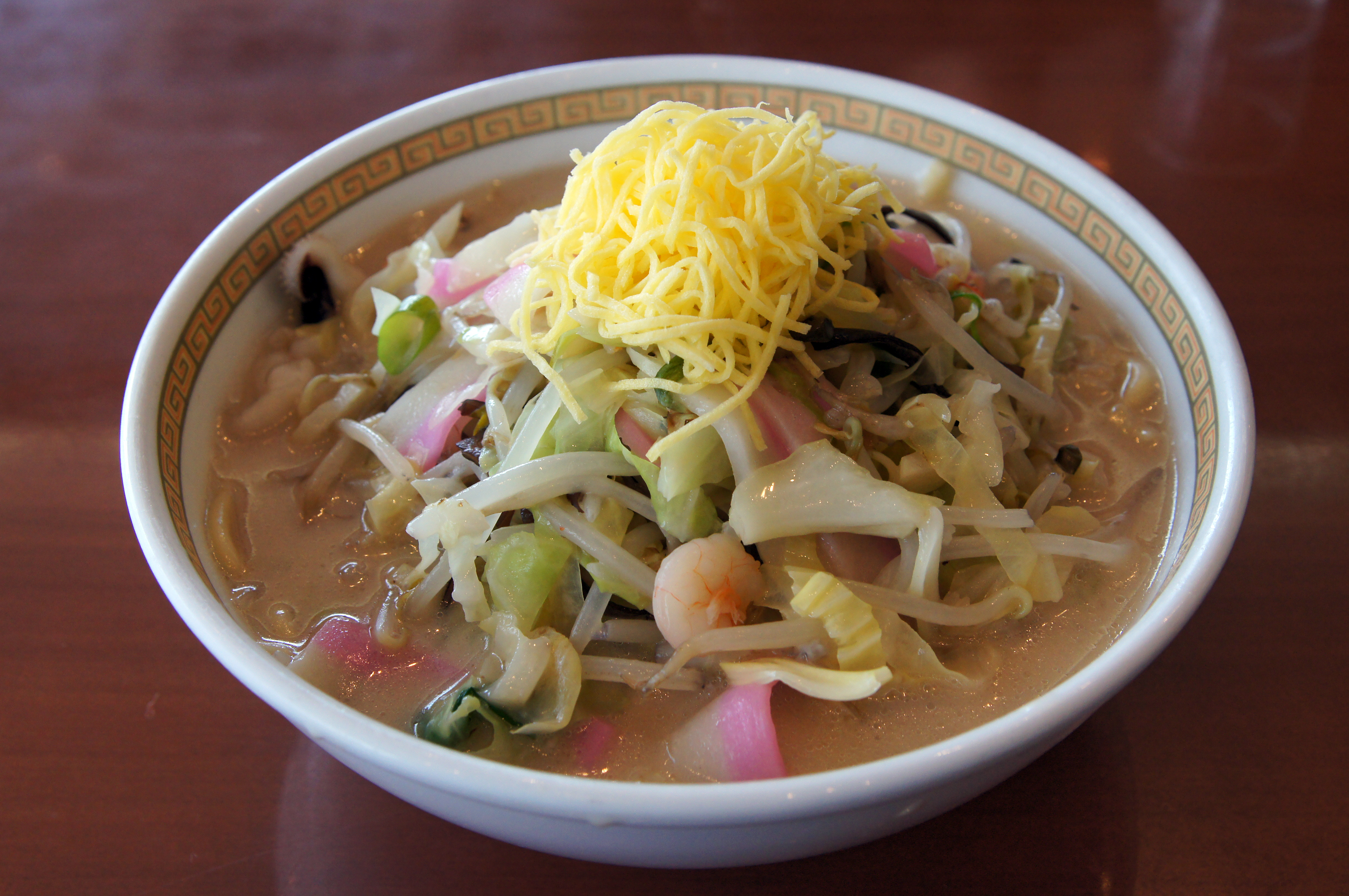
잔폰
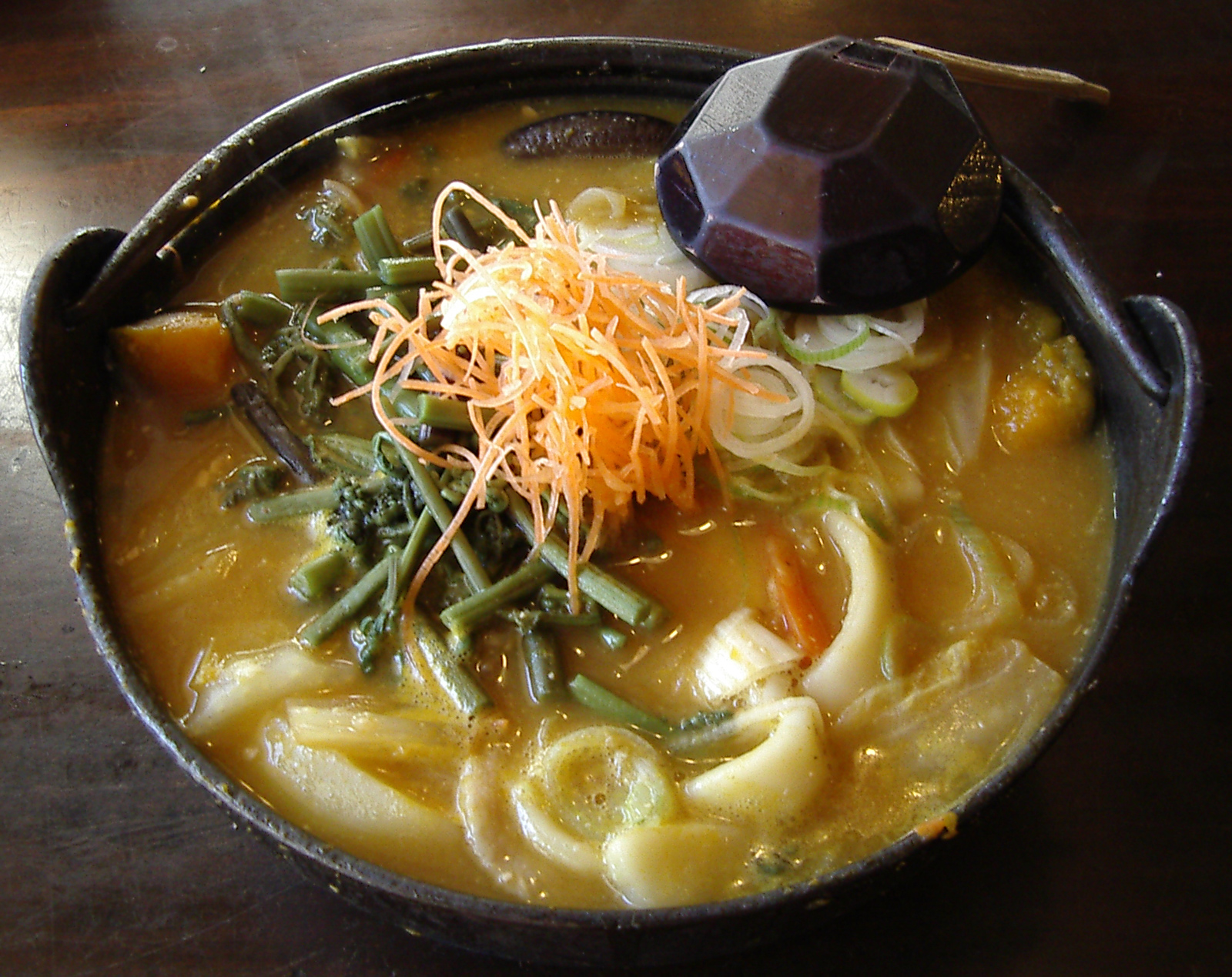
호토

### 중국

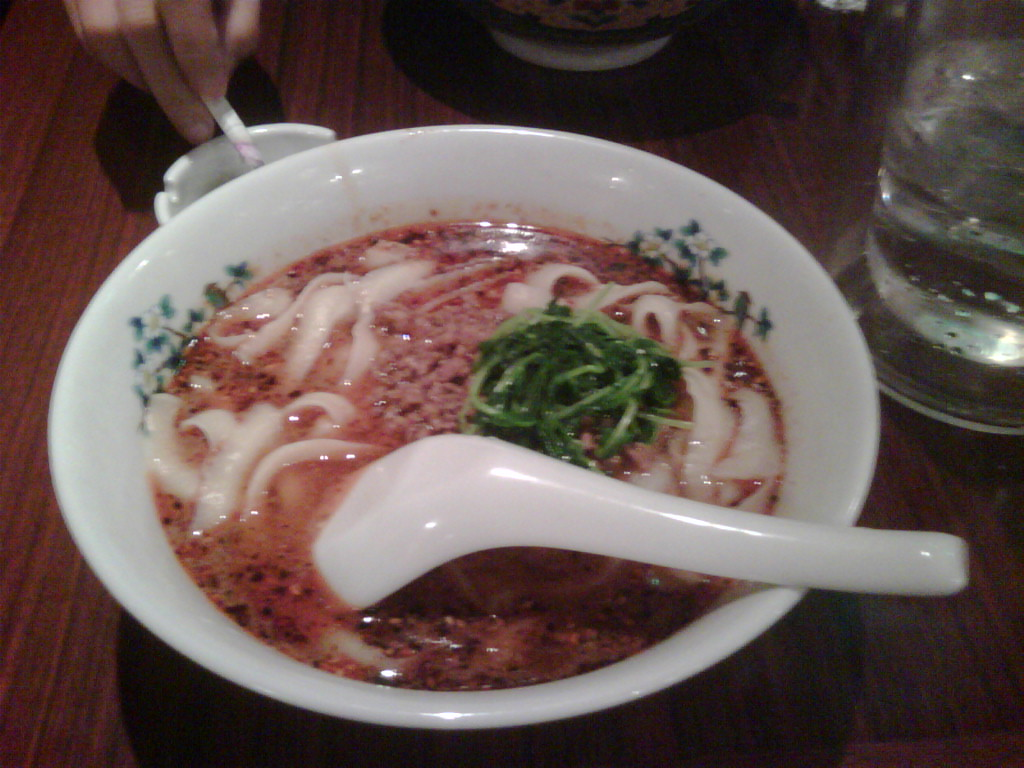
다오샤오몐
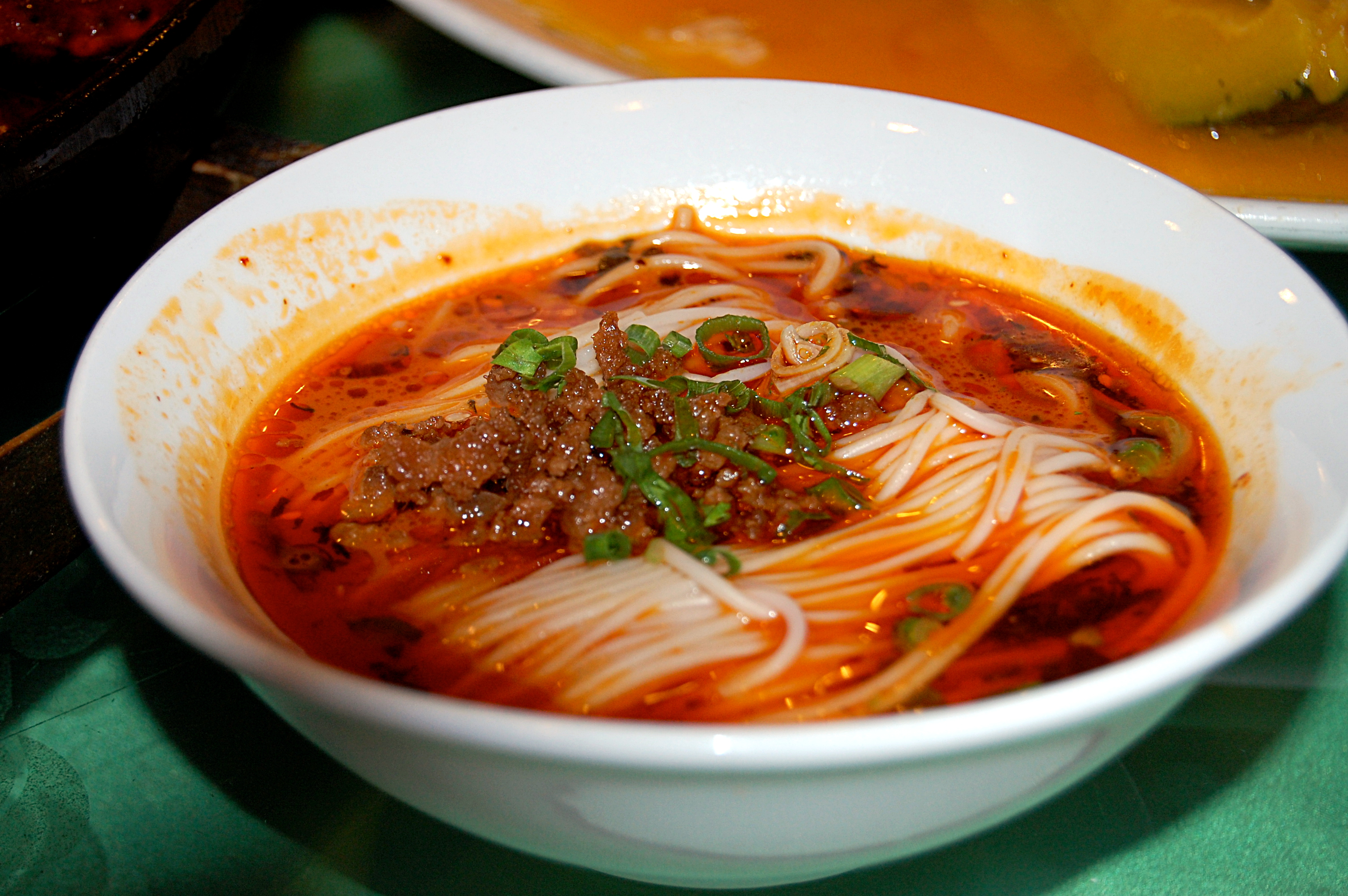
단단몐
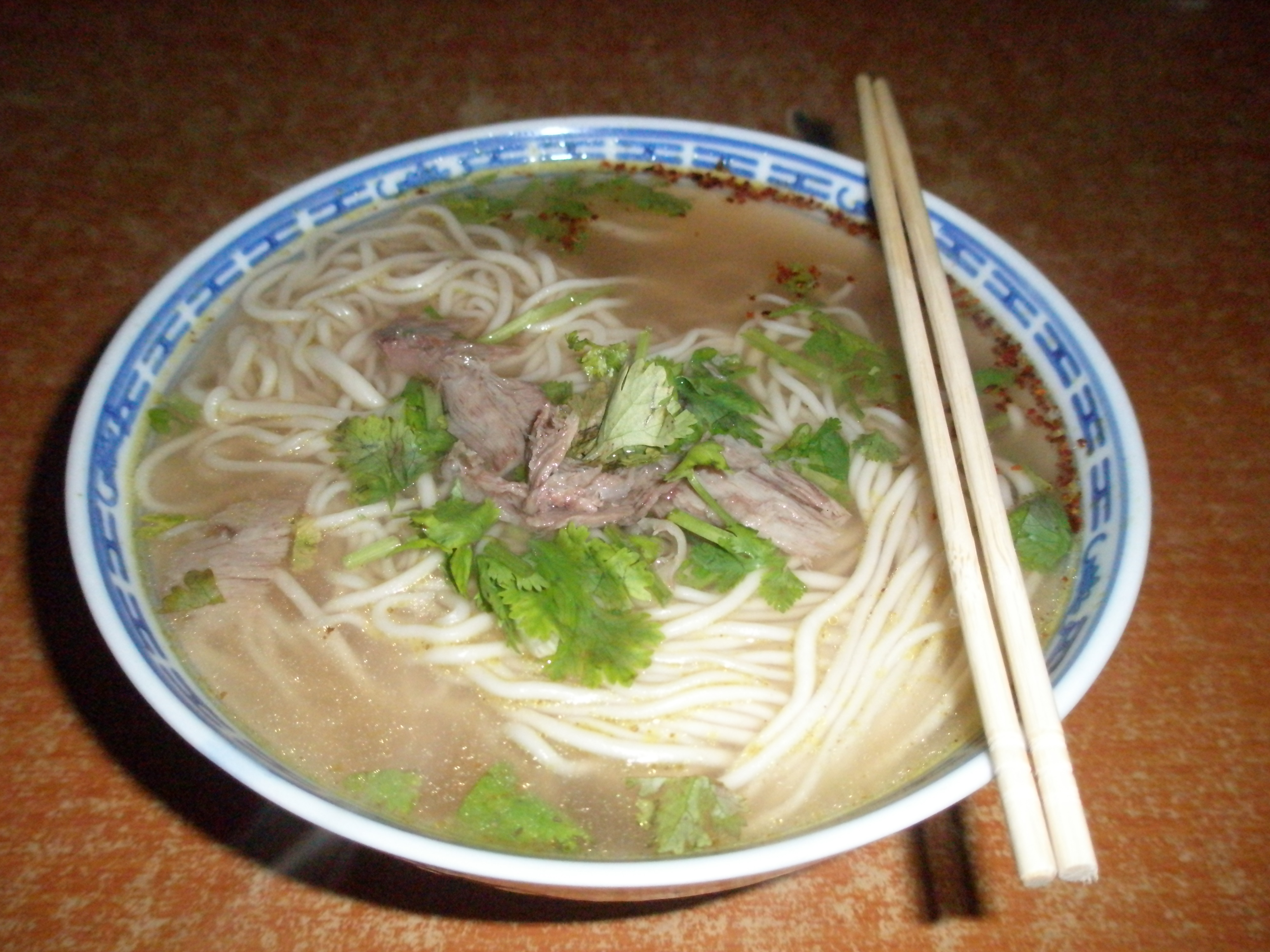
라몐
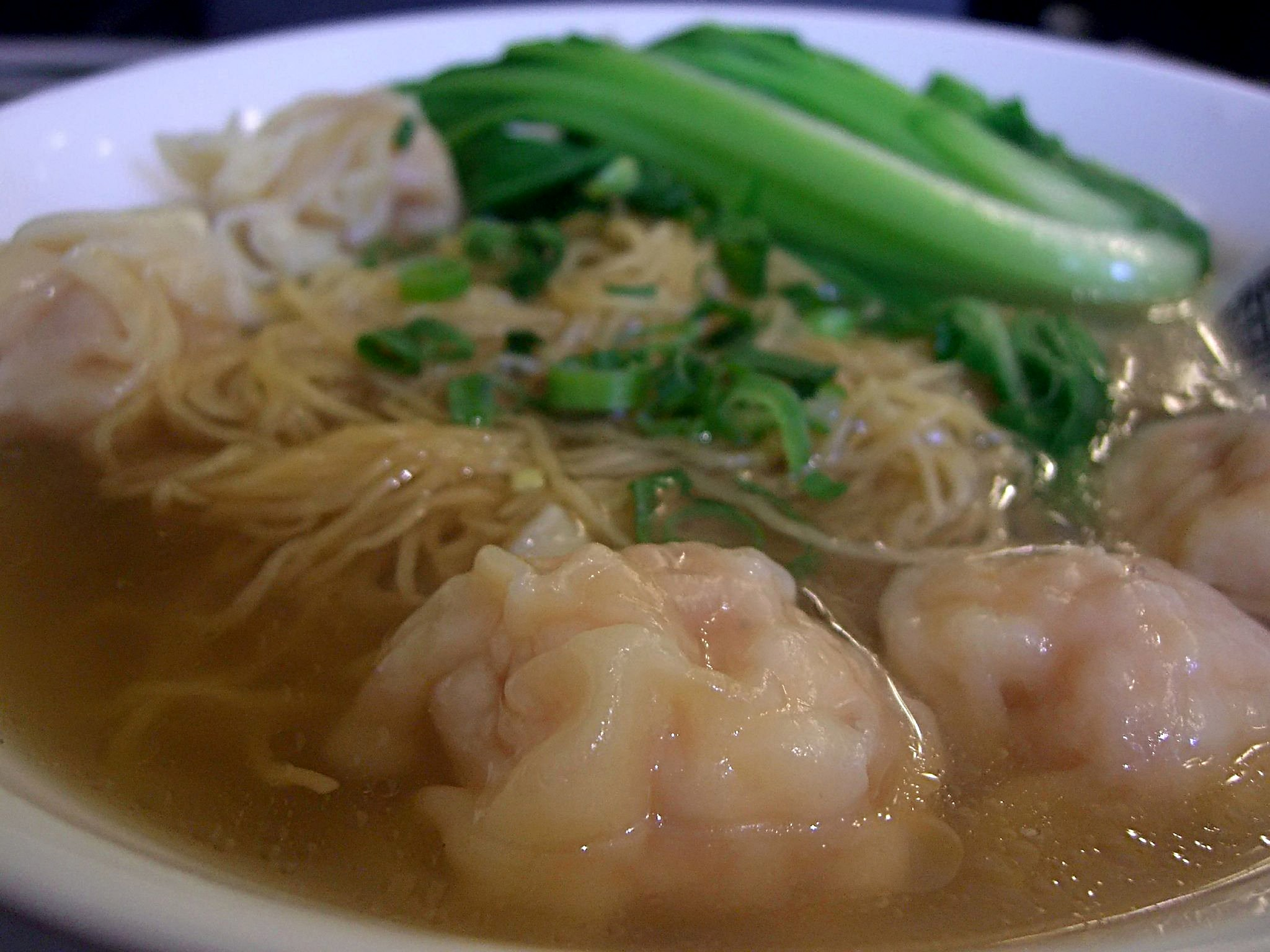
완탄민

### 캄보디아

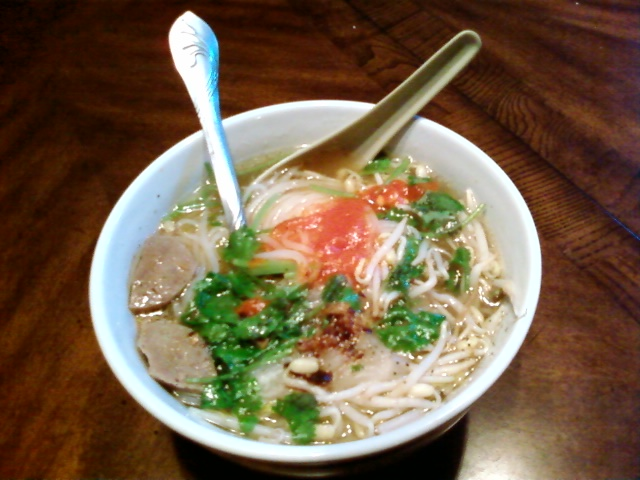
꾸이띠어우

### 한국

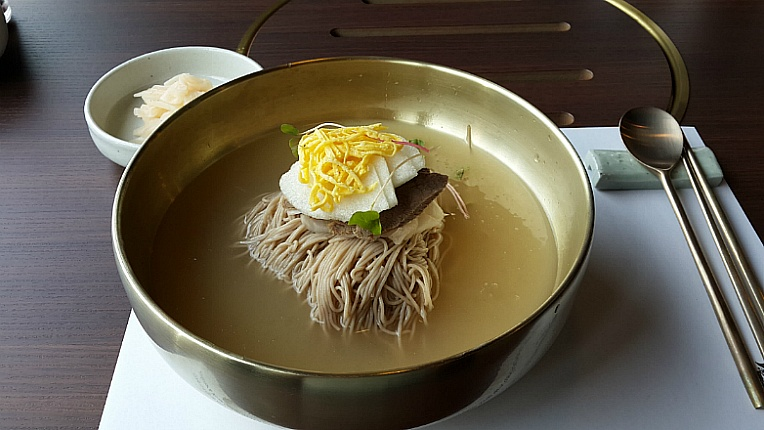
물냉면
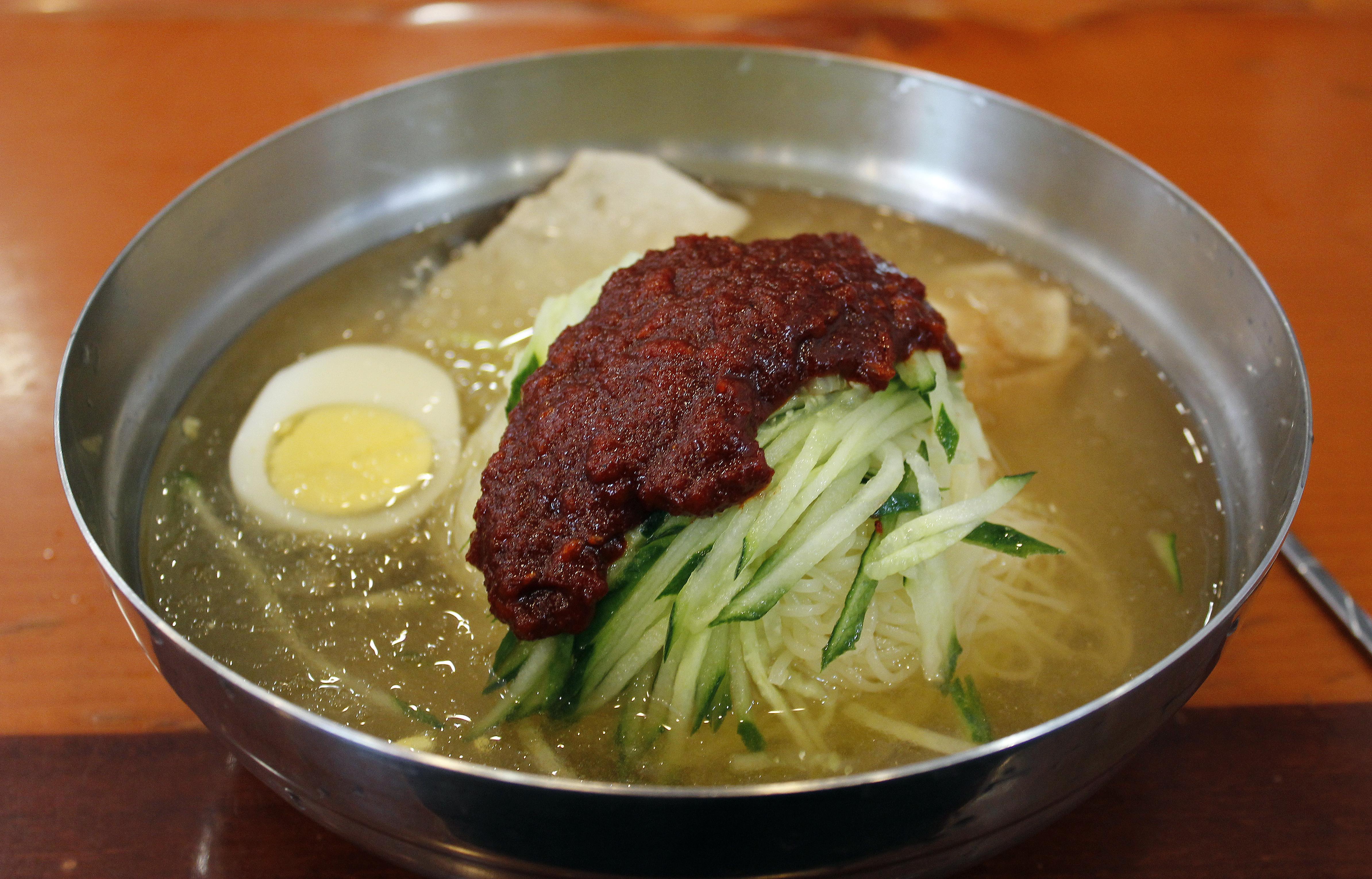
밀면
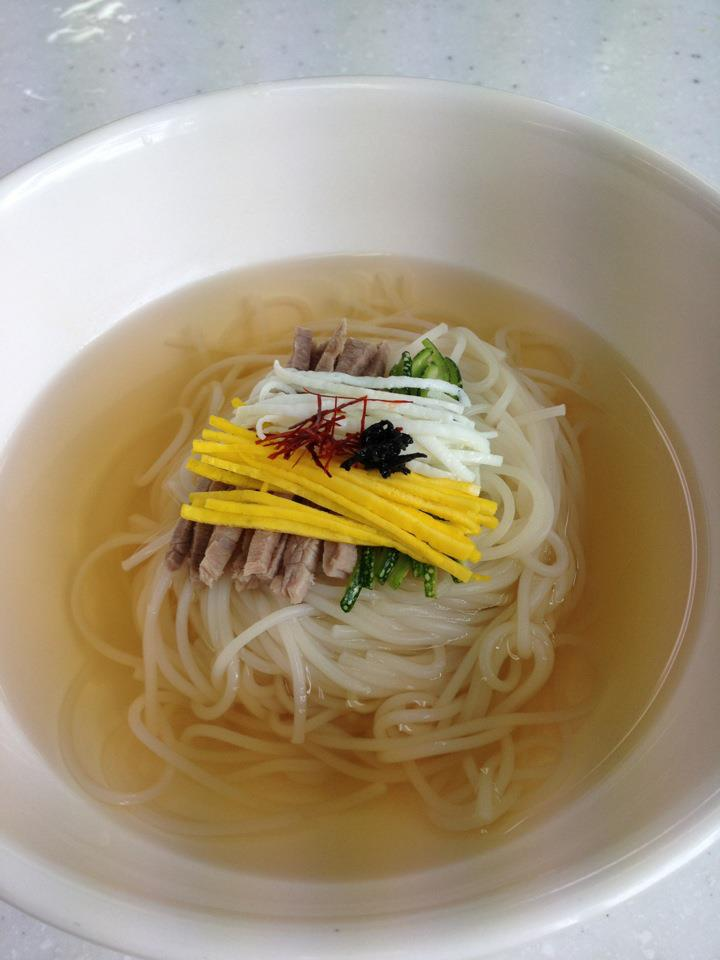
잔치국수
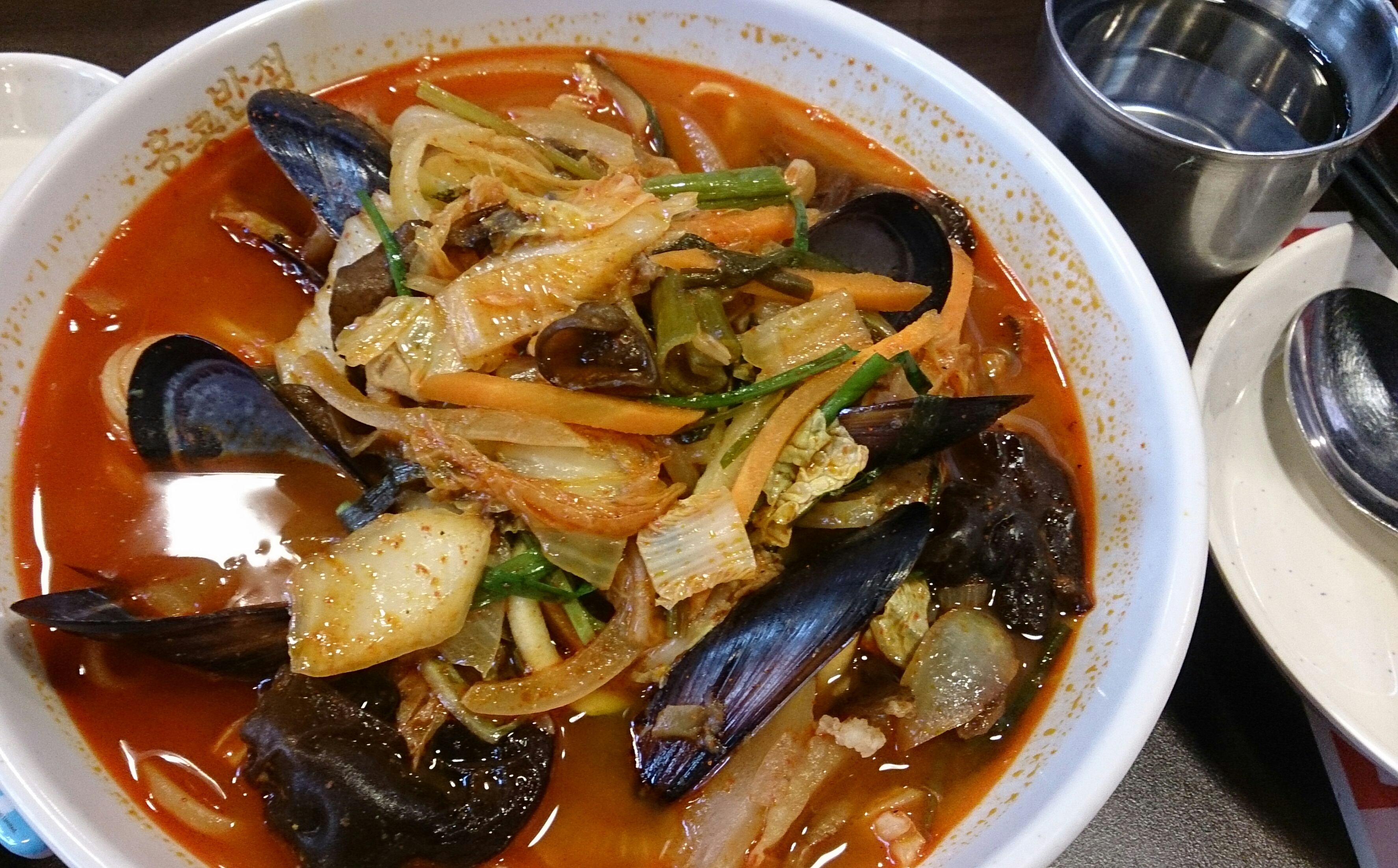
짬뽕
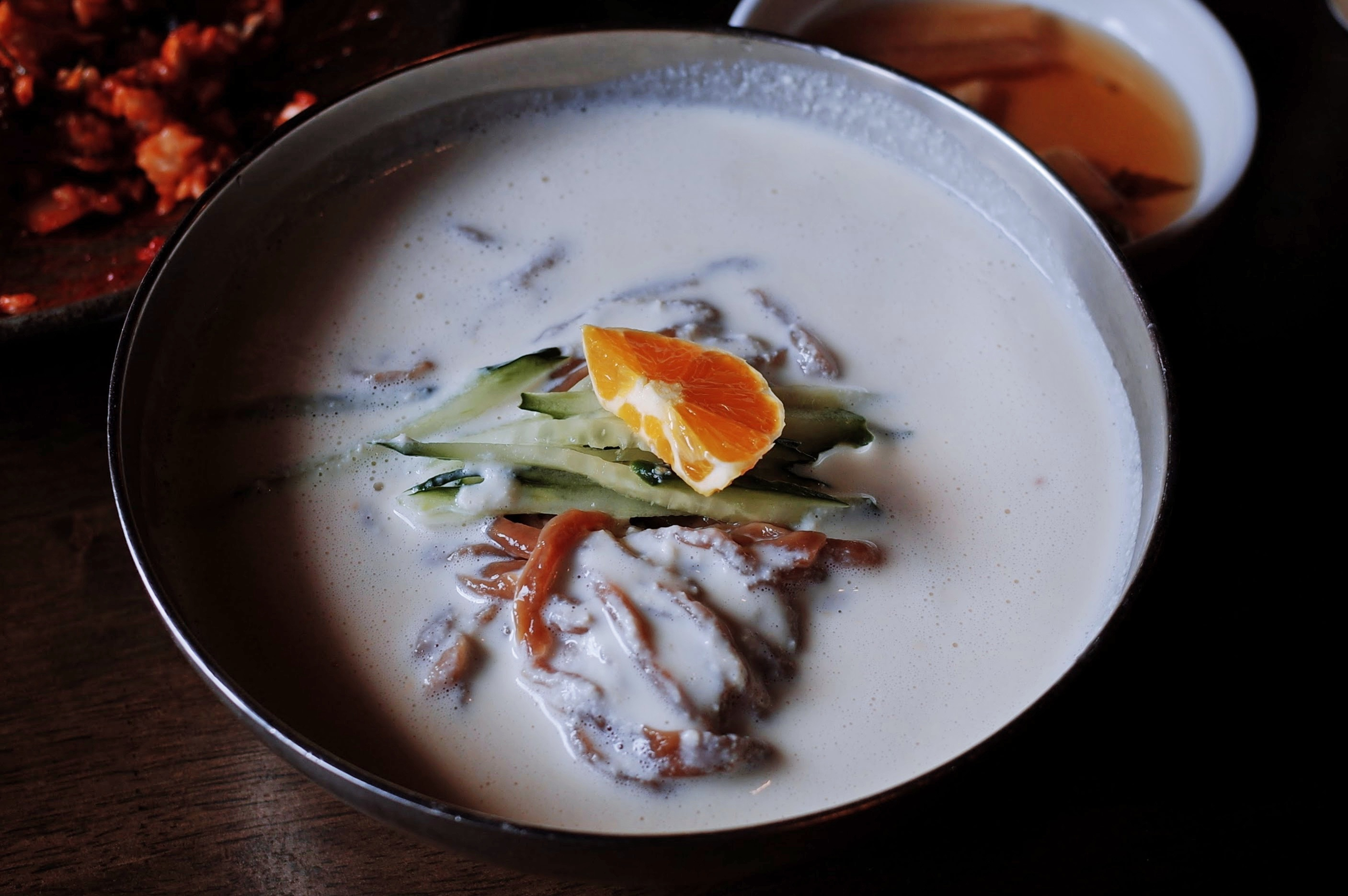
콩국수
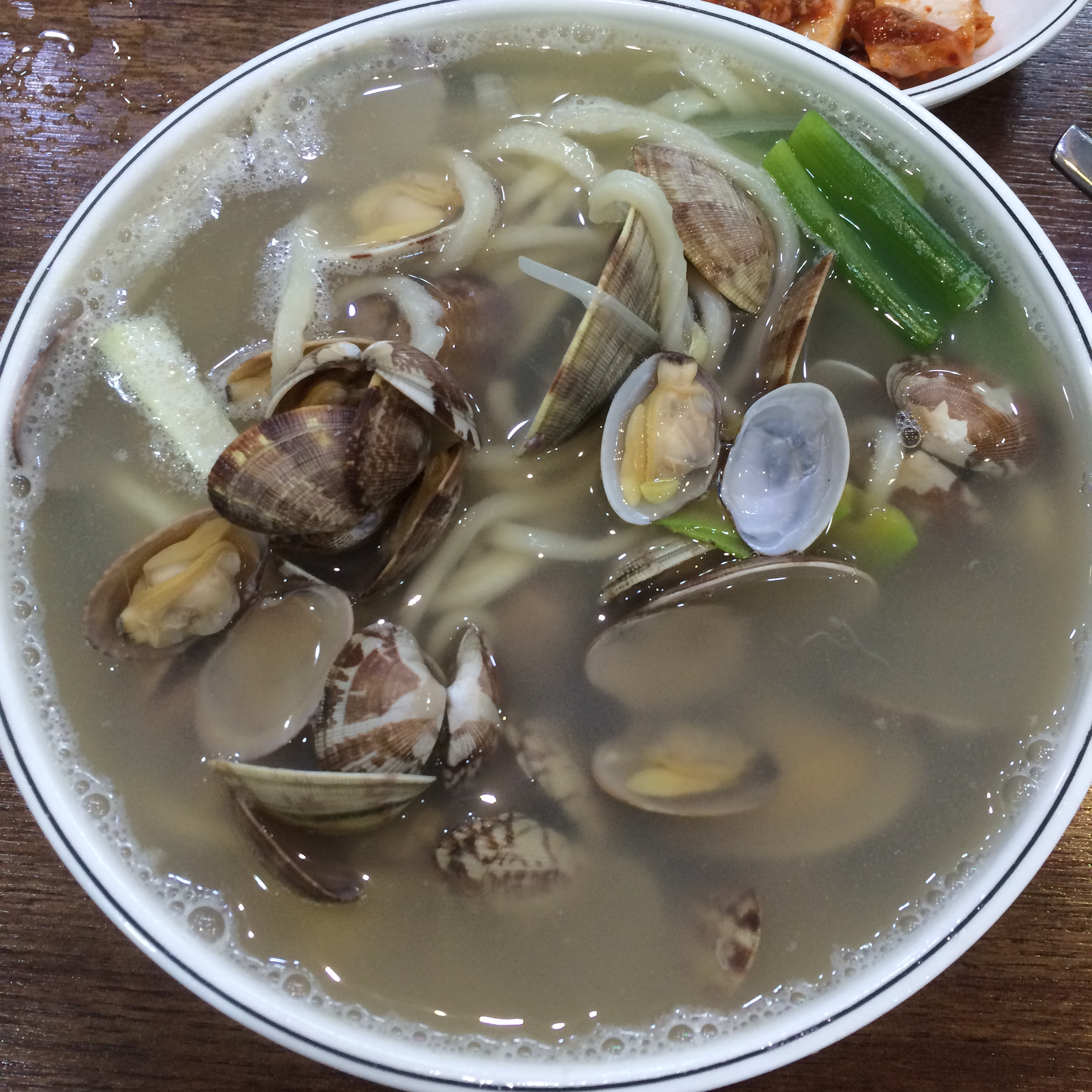
칼국수 1
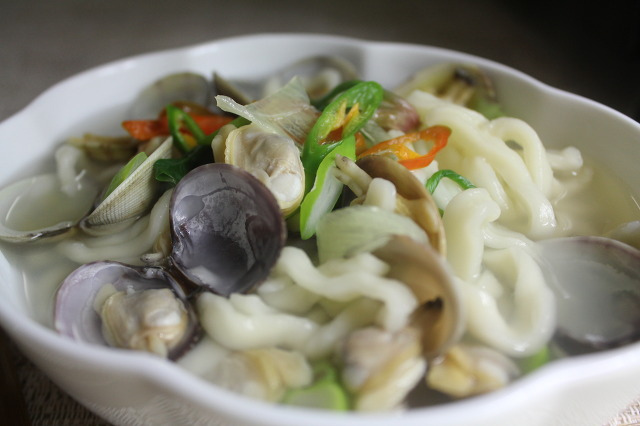
칼국수 2
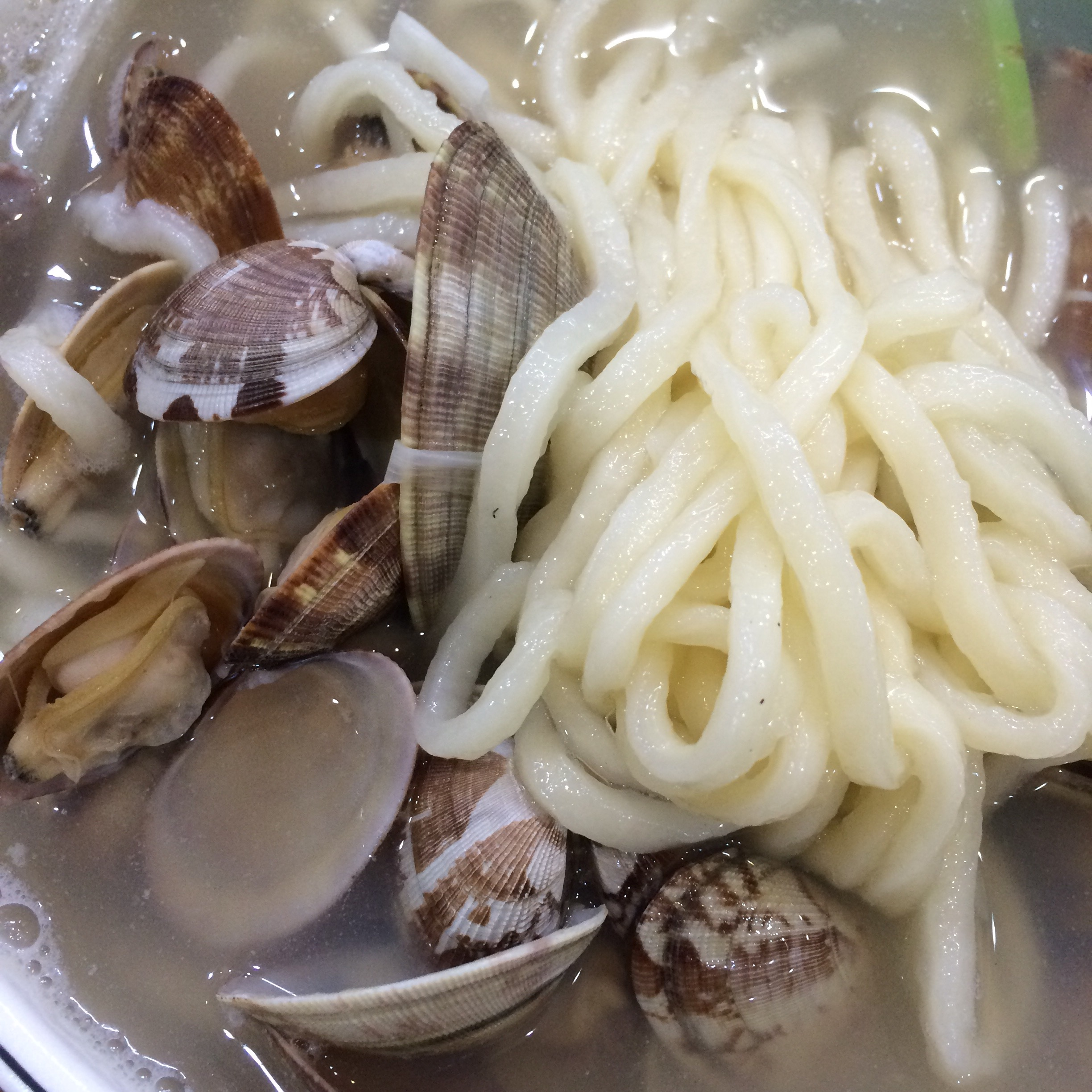
칼국수 3

## 같이 보기
- 볶음국수
- 비빔국수